# Peter Schenk (Politiker)
Peter Schenk (* 5. September 1938 in Weimar; † 12. Juni 2017) war ein deutscher Politiker (CDU). Er war von 1990 bis 1994 Mitglied im Landtag Sachsen-Anhalt.

## Ausbildung und Leben
Peter Schenk machte nach dem Abitur eine Ausbildung als Betriebswirt und absolvierte ein Hochschulstudium der Mediävistik und Germanistik. Nach dem Studium arbeitete er zunächst in der Wirtschaft und später an verschiedenen Schulen und im Schulaufsichtsdienst, zuletzt als Schulamtsdirektor.
Peter Schenk, der evangelischer Konfession war, war verheiratet und hat zwei Kinder.

## Politik
Peter Schenk wurde bei der ersten Landtagswahl in Sachsen-Anhalt 1990 im Landtagswahlkreis Wernigerode I (WK 8) direkt in den Landtag gewählt. Er war stellvertretender Vorsitzender der CDU-Fraktion und gehörte den Ausschüssen für Kultur und Medien; Bildung und Wissenschaft sowie dem Ersten Parlamentarischen Untersuchungsausschuss an.